# Andrew Cooper, Baron Cooper of Windrush
Andrew Timothy Cooper, Baron Cooper of Windrush (* 9. Juni 1963 in Twickenham, Middlesex) ist ein britischer Politiker der Conservative Party. Seit 2014 ist er als Life Peer Mitglied des House of Lords. Nachdem er 2019 aus der Conservative Party ausgeschlossen wurde, gehört er dem Oberhaus als parteiloses Mitglied an.

## Leben
Andrew Timothy Cooper besuchte die Reigate Grammar School, wo der heutige Premierminister Keir Starmer und der Journalist und Blogger Andrew Sullivan zu seinen Klassenkameraden gehörten. Im Anschluss begann er ein Studium der Wirtschaftswissenschaft an der London School of Economics (LSE), welches er 1985 mit einem Bachelor of Science (B.Sc. Economics) beendete.
Cooper war von 1981 bis 1988 Mitglied der Social Democratic Party (SDP), in deren politischer Abteilung er zwischen 1986 und 1988 Mitarbeiter war. Nachdem er sich geweigert hatte, der neuen Partei Social & Liberal Democrats beizutreten, die aus der alten Liberal Party und einem Großteil der SDP hervorgegangen war, wurde er Mitglied der „fortbestehenden“ SDP und wurde von deren Vorsitzenden David Owen als parlamentarischer Forscher und politischer Berater angestellt. Im Vorfeld der Unterhauswahl am 9. April 1992 gehörte er zu der Gruppe junger ehemaliger SDP-Mitglieder, die von seinem engen Studienfreund Daniel Finkelstein angeführt wurden und den damaligen Premierminister John Major und die Konservative Partei öffentlich unterstützten. 1995 wurde er Mitarbeiter der Parteizentrale der konservativen Tories, und zwar anfangs als stellvertretender Direktor der Forschungsabteilung, wo er die privaten Meinungsumfragen der Partei beaufsichtigte, und dann, nach der erdrutschartigen Niederlage Niederlage am 1. Mai 1997 bis 1999 als Strategiedirektor des damaligen Parteivorsitzenden William Hague. In dieser Funktion verfasste er 1998 eine Modernisierungsstrategie für die konservative Erneuerung („Kitchen Table Conservatives“) und wurde vom Financial-Times-Politikkommentator Janan Ganesh als „der erste Modernisierer“ beschrieben. In der Folgezeit setzte er sich für die Modernisierung der Partei ein, verfasste zahlreiche Aufsätze, Artikel, Präsentationen und Buchkapitel und ist Mitglied der Beiräte der konservativen Modernisierungsorganisationen Bright Blue und Renewal.
2003 gehörte Andrew Cooper zu den Mitgründern der Marktforschungsgesellschaft Populus Ltd und war bis 2020 deren Direktor, wobei er während einer Beurlaubung von März 2011 bis Oktober 2013 Strategiedirektor im Büro von Premierminister David Cameron tätig war, wo er dessen Politik zur gleichgeschlechtlichen Ehe gestaltete.
Cooper wurde am 17. September 2014 als Baron Cooper of Windrush, of Chipping Norton in the County of Oxfordshire, zum Life Peer aufgrund des Life Peerages Act 1958 der Peerage of the United Kingdom erhoben, wodurch er Mitglied des House of Lords, des Oberhauses des Parlaments, wurde. Zu Beginn seiner Mitgliedschaft im Oberhaus war er zwischen dem 8. Juni 2015 und dem 31. August 2016 Mitglied des Informationsausschusses (Information Committee). Nachdem er die Liberal Democrats im Wahlkampf zur Europawahl im Mai 2019 unterstützte, wurde er am 22. Mai 2019 aus der Conservative Party sowie deren Fraktion ausgeschlossen und gehört seither dem Oberhaus als parteiloses Mitglied keiner Fraktion an (non-affiliated). Seit 2020 ist er Präsident und Seniorberater von Yonder Consulting Ltd, die aus Populus Ltd hervorgegangen war. Er ist verheiratet und hat drei Töchter.

## Trivia
Cooper wurde von dem Schauspieler Gavin Spokes in dem 2019 von HBO und Channel 4 produzierten Drama „Brexit – Chronik eines Abschieds“ dargestellt.